# 니콜로 다 톨렌티노

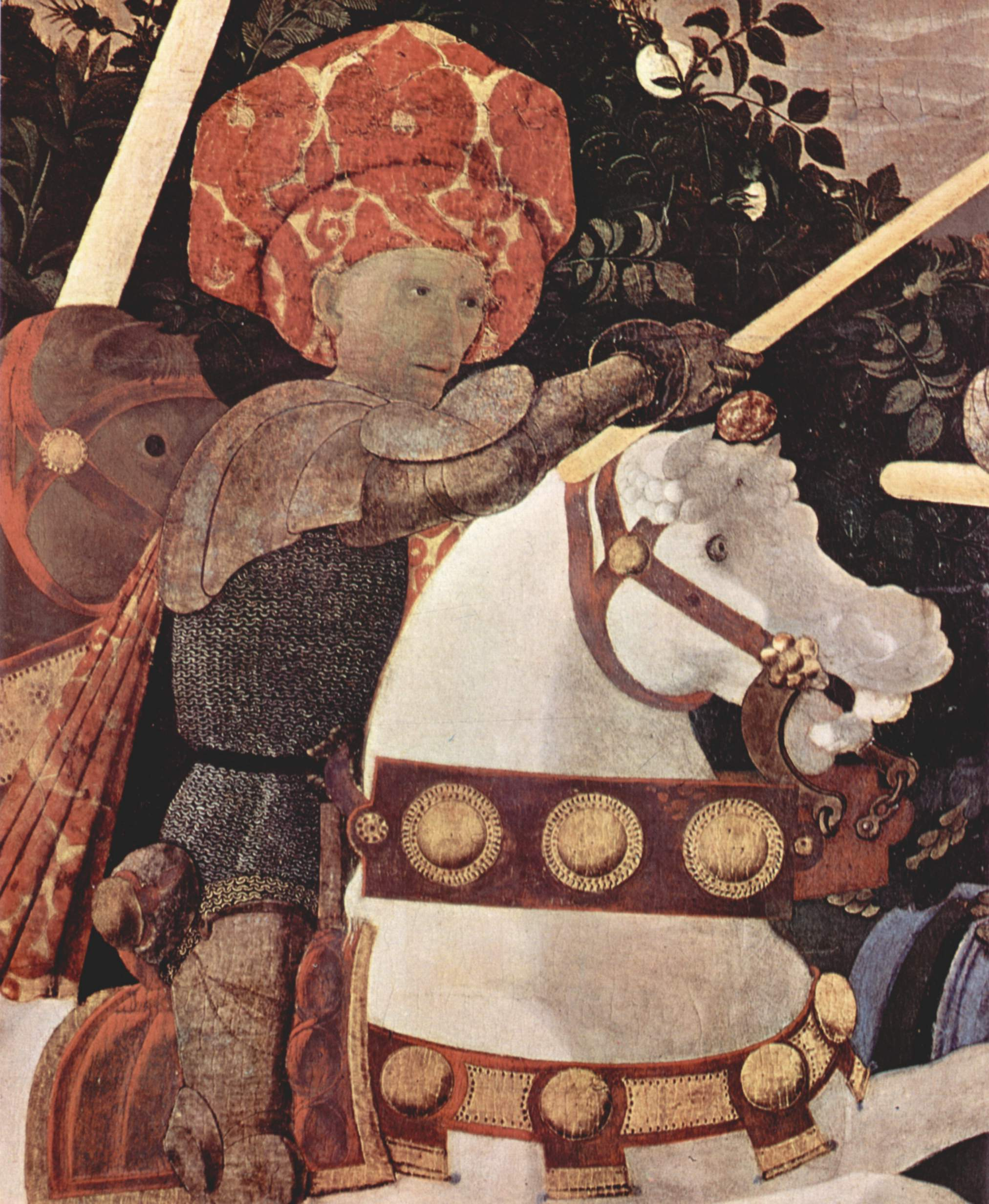
파올로 우첼로가 《산로마노 전투》에서 묘사한 니콜로 다 톨렌티노.

니콜로 마우루치(Niccolò Mauruzzi 또는 Mauruzi, 1350년 경 – 1435년 3월 20일)는 니콜로 다 톨렌티노(Niccolò da Tolentino)라고 알려진 이탈리아인 콘도티에로이다.

## 생애
톨렌티노의 마우루치 델라 스타치올라(Mauruzi della Stacciola) 가문 출신으로, 그는 그의 친척들간의 불화가 생긴후 1370년 톨렌티노를 떠났다. 그러고나서 그는 여러 콘도티에로 밑에서 복무했다. 1406년–1407년에 그는 크레모나의 영주 가브리노 폰둘로의 군대를 이끌었고, 그 다음에는 파노와 체세나의 영주 판돌포 3세 말라테스타의 군대 휘하에 있다.
말라테스타로부터 마타우로 인근 스타치올라 (Stacciola) 성과 백작 작위를 얻고나서, 그는 필리포 마리아 비스콘티, 조반나 2세 디 나폴리, 베네치아 공화국 (1425년)등 여러 이탈리아 군주들에게 고용됐다. 1431년 그는 교황의 칙령으로 보르고산토세폴크로의 영주가 되었지만 1423년 6월부터 1434년 5월까지 피렌체의 군대를 이끌게 되며 영주가 된 1년만에 그들에게 넘겨주면서 잃었고, 그 사이인 1424년과 1428년–1432년에 교황군 총사령관, 1432년에는 밀라노군 지휘도 맡았다.
피렌체를 위해 그는 브레시아를 포위하였고 마클로디오 전투에서 승리를 거뒀다 (1427년 10월 12일). 이러한 성공을 거둔 다음에 그는 1431년과 1432년에 베네치아 공화국 카피타노 제네랄레 (총사령관)이 됐고 로마냐에서 프란체스코 1세 스포르차에 맞선 연합군의 지휘를 맡아 산로마노 전투에서 승리를 거뒀고 파올로 우첼로가 그린 그림에 기념됐다. 그의 초상화는 그의 행적을 기념하여 산타 마리아 노벨라 성당에서 만들어졌다.
1434년에 비스콘티 가에게 붙잡혀 험한 골짜기에 버려졌다. 그는 그곳에서 살아남았지만 부상으로 1년 뒤에 보르고발디타로에서 사망했다. 피렌체 대성당에 묻혔다. 안드레아 델 카스타뇨가 그린 기념 프레스코화는 피렌체 지역 사회의 의뢰를 받아 제작됐다.
그의 아들 크리스토포로 다 톨렌티노 역시도 콘도티에로였다.